# Мантер (Канзас)
Мантер (англ. Manter) — місто (англ. city) в США, в окрузі Стентон штату Канзас. Населення — 132 особи (2020).

## Географія
Мантер розташований за координатами 37°31′28″ пн. ш. 101°53′0″ зх. д. / 37.52444° пн. ш. 101.88333° зх. д. (37.524460, -101.883359).  За даними Бюро перепису населення США в 2010 році місто мало площу 0,63 км², уся площа — суходіл.

## Демографія
Згідно з переписом 2010 року, у місті мешкала 171 особа в 73 домогосподарствах у складі 47 родин. Густота населення становила 271 особа/км².  Було 92 помешкання (146/км²).
Расовий склад населення:
| - 91,8 % — білих - 2,3 % — корінних американців - 4,1 % — осіб інших рас |

До двох чи більше рас належало 1,8 %. Частка іспаномовних становила 19,9 % від усіх жителів.
За віковим діапазоном населення розподілялося таким чином: 28,7 % — особи молодші 18 років, 52,0 % — особи у віці 18—64 років, 19,3 % — особи у віці 65 років та старші. Медіана віку мешканця становила 39,8 року. На 100 осіб жіночої статі у місті припадало 92,1 чоловіків;  на 100 жінок у віці від 18 років та старших — 100,0 чоловіків також старших 18 років.
Середній дохід на одне домашнє господарство  становив 70 269 доларів США (медіана — 43 889), а середній дохід на одну сім'ю — 86 513 долари (медіана — 56 875). За межею бідності перебувало 11,5 % осіб, у тому числі 20,0 % дітей у віці до 18 років та 13,3 % осіб у віці 65 років та старших.
Цивільне працевлаштоване населення становило 131 осіб. Основні галузі зайнятості: роздрібна торгівля — 20,6 %, освіта, охорона здоров'я та соціальна допомога — 19,8 %, сільське господарство, лісництво, риболовля — 17,6 %.